# Werner Potzernheim
Werner Potzernheim (Hannover, 8 de març de 1927 - 22 d'abril de 2014) va ser un ciclista alemany que fou professional entre 1954 i 1965. Especialista en proves de velocitat, guanyà el campionat nacional de la modalitat de manera ininterrompuda entre 1955 i 1965.
El 1952 va prendre part en els Jocs Olímpics d'Estiu de Hèlsinki, on guanyà la medalla de bronze en la prova de velocitat individual del programa de ciclisme. Finalitzà darrere d'Enzo Sacchi i Lionel Cox.